# Meloe scabriusculus
Meloe scabriusculus là một loài bọ cánh cứng trong họ Meloidae. Loài này được Brandt & Erichson miêu tả khoa học năm 1832.